# 18 Again
18 Again (hangul: 18 어게인; rr: 18 Eogein) (bra: 18 Outra Vez) é uma série de televisão sul-coreana baseada no filme de 2009, 17 Again, do diretor Jason Filardi, provavelmente inspirado no filme de comédia de 1988 de mesmo nome com George Burns. Foi estrelado por Kim Ha-neul, Yoon Sang-hyun e Lee Do-hyun. Ela esteve no ar na JTBC de 21 de setembro a 10 de novembro de 2020, sendo exibido todas as segundas e terças-feiras às 21h35 (KST). A série está disponível nas plataformas de streaming iQIYI e Viu com legendas em vários idiomas.

## Sinopse
Jung Da-jung (Kim Ha-neul) e Hong Dae-young (Yoon Sang-hyun) são casados e têm um casal de gêmeos fraternos (não idênticos), Hong Shi-a (Roh Jeong-eui) e Hong Shi-woo (Ryeoun). No início, eles têm um casamento feliz, apesar de terem tido filhos muito jovens e de possuírem problemas financeiros. Anos depois, o casamento começa a desmoronar quando Da-jung, de 37 anos, entra com um pedido de divórcio e seus gêmeos, agora já 18 anos, começam a ignorar e evitar Dae-young, exceto quando precisam de dinheiro. Além disso, a vida de Dae-young piora quando ele perde o emprego, depois que seu chefe promove seu sobrinho, que trabalhou na empresa há apenas 4 anos, dizendo que irá realocar Dae-young para Busan.
Desejando poder voltar no tempo e consertar sua vida,  Dae-young, com 37 anos, milagrosamente volta a ter 18 anos (Lee Do-hyun), mas ainda mantendo sua antiga mentalidade. Ele começa a viver uma nova vida sob o pseudônimo de "Go Woo-Young" e frequenta a Serim High School, que é a escola de seus filhos, e também onde ele e Da-jung estudaram há 18 anos atrás. Durante a vida de Dae-young como Go Woo Young, ele descobre que sua filha Si-a está trabalhando meio período em uma loja de conveniência sem sua permissão e que seu filho Si-u está sofrendo bullying na escola por Goo Ja-sung (Hwang In-yeop), capitão do time de basquete. Dae-young também começa a aprender sobre o interesse de seu filho no basquete, que Si-u sempre escondeu dele. Dae-young finalmente percebe a verdadeira razão por trás da piora de seu relacionamento com seus filhos. Ele resolve aproveitar essa oportunidade para proteger seus filhos, fazendo amizade com eles e o possível para estar mais presente em sua família, apesar de ter uma aparência de um adolescente.

## Exibição
Foi exibida originalmente de 21 de setembro à 10 de novembro de 2020.
Foi exibida no Brasil por meio do canal pago TNT Novelas de 09 à 30 de Outubro de 2023 em 16 capítulos. 

## Elenco

### Principal
- Kim Ha-neul como Jung Da-jung (Ela é a contraparte de Scarlett O'Donnell (Leslie Mann) de 37 anos do filme original).
  - Han So-eun como Da-jung de 18 anos[6] (Ela é a contraparte de Scarlett O'Donnell de 17 anos (Allison Miller) no filme original).

- Yoon Sang-hyun como Hong Dae-young (ele é a contraparte de Mike O'Donnell, de 37 anos, interpretado por Matthew Perry no filme original).

- Lee Do-hyun como Hong Dae-young de 18 anos, que adota o nome "Go Woo-young" (Ele é a contraparte de Mike O'Donnell que vira Mark Gold (Zac Efron) no filme original.)

### De apoio
- Roh Jeong-eui como Hong Shi-ah[7][a]

A filha mais velha de Hong Dae-young e Jung Da-jung;
- Ryeoun como Hong Shi-woo[b]

O filho mais novo de Hong Dae-young e Jung Da-jung;
- Kim Mi-kyung como Yeo In-ja;

Mãe de Jung Da-jung, sogra de Hong Dae-young e avó de Shi-ah e Shi-woo;
- Lee Byung-joon como Hong Joo-man[8]

Pai de Dae-young, sogro de Da-jung e avô de Shi-ah e Shi-woo;

#### Pessoas ao redor de Dae-young e Da-jung
- Wi Ha-joon como Ye Ji-hoon[9]

Famoso jogador de baseball e tio de sua sobrinha Ye Seo-yeon. Ele desenvolve um interesse amoroso por Da-jung;
- Kim Kang-hyun como Go Deok-jin[c]

CEO da empresa de jogos Go Go Play e o amigo rico de Dae-young;
- Lee Mi-do como Choo Ae-rin[d]

Advogada especializada em divórcios e amiga íntima de Da-jung;

#### Pessoas da Serim High School
- Kim Yoo-ri como Ok Hye-in[e]

Professora da sala 2-7 que esconde seu lado geek;
- Lee Ki-woo como Choi Il-kwon[10]
  - Kim Sun-min como Choi Il-kwon de 18 anos

Professor de Educação Física da Serim High e antigo colega de classe de Dae-young e Da-jung;
- Choi Bo-min como Seo Ji-ho[11]
  - Kim Kang-hoon como Seo Ji-ho criança

Representante da sala 2-7, amigo íntimo dos gêmeos e de Dae-young;
- Hwang In-yeop como Goo Ja-sung[f]

Capitão do time de basquete e valentão na Serim High School;
- Oh So-hyun como Jeon Bo-bae

Amiga de Shi-ah da sala 2-7 e que nutre um amor por Woo-young;
- Lee Eun-jae como Uhm So-mi

Amiga de Shi-ah da sala 2-7 que nutre um amor por seu irmão Shi-woo;
- Ryu Da-In como Hwang Young-sun

Uma das amigas de Shi-ah da sala 2-7;
- Bin Chan-wook como Bang Ki-yong

Aluno da sala 2-7 e amigo do capitão do time de basquete, Goo Ja-sung;

#### Pessoas da JBC News
- Jang Hyuk-jin como Heo Woong-gi

Gerente do departamento de jornalismo da JBC que tenta fazer Da-jung pedir demissão;
- Ahn Nae-sang como Moon Sang-hwi

Diretor da JBC News que ordena seu subordinado, Woong-gi, fazer Da-jung pedir demissão;
- Kim Yoon-hye como Kwon Yu-mi[12]

Um dos quatro novos estagiários da JBC News, ela enxerga seus colegas como rivais e tenta prejudicar Da-jung;
- Ko Eun-min como Lim Ja-young

Um dos quatro novos estagiários da JBC News, ela trata amigavelmente Da-jung e Gi-tae;
- Yang Dae-hyuk como Nam Gi-tae

Um dos quatro locutores estagiários do JBC. Gi-tae é o único homem entre os quatro.
- Ahn Mi-na como Choi Ji-na

Uma jornalista da JBC que é sênior de Yu-mi;

#### Outros
- Kim Yeon-jeong e Moon Woo-bin como funcionárias da Go Go Play

### Participações especiais
- Jun Hyun-moo como Bae Seung-hyun (Ep. 2)

Um dos avaliadores dos testes de audição da JBC.
- Jang Sung-kyu como ele mesmo (Ep. 2)

Um dos candidatos participantes das audições da JBC.
- Im Ji-kyu como irmão mais velho de Ji-hoon
- Song Yoo-hyun como a ex-namorada do irmão de Ji-hoon e mãe biológica de Seo-yeon que a abandonou quando ela era bebê;
- Hur Jae como treinador do time de baisebol da Coreia em 2009 (Ep. 8);[14]
- Heo Jung-min como ex-namorado de Ae-rin;
- Cho Ryeon como mãe de Dae-young;
- Lee Eol como pai de Il-kwon;
- Do Won-kyung como cantora e ex-aluna da Serim High School;
- Kim Dong-hyun como treinador de autodefesa (Ep. 10);
- Lee Do-ha como o stalker Lee Sang Sik (Ep. 10);
- Moon Ji-in como uma esposa participante do programda da JBC "Casais em Crise" (Ep. 11);
- Heo Jae-ho como marido participante do programda da JBC "Casais em Crise" (Ep. 11);
- Kim Ho-chang como marido participante do programda da JBC "Casais em Crise" (Ep. 11);

## Episódios
| N.º | Título                                                              | Exibição original      | Audiência South Korea (milhões) |
| --- | ------------------------------------------------------------------- | ---------------------- | ------------------------------- |
| 1   | "Vida que Segue" 삶은 계속된다"                                     | 21 de setembro de 2020 | N/A (<0.487)                    |
| 2   | "Sobre as coisas que te fazem sorrir" 너를 웃게 만든 것에 대해서"   | 22 de setembro de 2020 | 0.653                           |
| 3   | "Uma história sobre você e a chuva" 비와 당신의 이야기"             | 28 de setembro de 2020 | 0.773                           |
| 4   | "O garoto de quem gostávamos" 그 시절, 우리가 사랑했던 소년"        | 29 de setembro de 2020 | 0.749                           |
| 5   | "Seu primeiro amor não dá certo" 첫사랑은 이루어지지 않는다"        | 5 de outubro de 2020   | 0.853                           |
| 6   | "Sinceridade do fã número um" 어느 1호 팬의 진심"                   | 6 de outubro de 2020   | 0.771                           |
| 7   | "Alguém que me dá coragem" 내게 용기를 주는 사람"                   | 12 de outubro de 2020  | 0.842                           |
| 8   | "A história que só eu não sabia "나만 몰랐었던 이야기"              | 13 de outubro de 2020  | 0.865                           |
| 9   | "As coisas que você só percebe quando perde" 잃고 나면 보이는 것들" | 19 de outubro de 2020  | 0.911                           |
| 10  | "Se eu amar de novo" 다시 사랑한다면"                               | 20 de outubro de 2020  | 0.799                           |
| 11  | "Amor perdido "사랑을 놓치다"                                       | 26 de outubro de 2020  | 0.679                           |
| 12  | "Meia-lua" 반달"                                                    | 27 de outubro de 2020  | 0.656                           |
| 13  | "O homem que faz meu coração acelerar" 나를 설레게 하는 남자"       | 2 de novembro de 2020  | 0.819                           |
| 14  | "Saudade de você "보고 싶다"                                        | 3 de novembro de 2020  | 0.779                           |
| 15  | "Confissão "고백"                                                   | 9 de novembro de 2020  | 0.734                           |
| 16  | "A vida continua" 삶은 계속된다"                                    | 10 de novembro de 2020 | 0.736                           |

## Produção
A adaptação da série é dirigida por Ha Byung-hoon, que também dirigiu o drama de fantasia romântica com tema semelhante, Go Back, em 2017.
18 Again estava originalmente programado para estrear em 7 de setembro de 2020, mas foi adiado por duas semanas devido à pandemia de COVID-19.

## Trilha sonora
| CD 1           |                                                |                  |         |  |
| N.º            | Título                                         | Artista          | Duração |  |
| 1.             | "The Only One" (하나면 돼요)                   | Soyou (Sistar)   | 4:02    |  |
| 2.             | "Hello"                                        | Sohyang          | 4:04    |  |
| 3.             | "If You" (너였으면)                            | Choi Nakta       | 3:24    |  |
| 4.             | "One Person" (한사람)                          | Solji (EXID)     | 4:02    |  |
| 5.             | "How To Love"                                  | Sondia           | 3:09    |  |
| 6.             | "Moments Become Memories" (기억은 추억이 된다) | Jukjae           | 4:08    |  |
| 7.             | "Somebody"                                     | Clara C          | 3:43    |  |
| 8.             | "If We Love Again" (다시 사랑한다면)           | Yoon Sang-hyun   | 3:51    |  |
| 9.             | "First Time"                                   | Every Single Day | 3:12    |  |
| Duração total: | Duração total:                                 | Duração total:   | 33:35   |  |

| CD 2           |                          |                                                |         |  |
| N.º            | Título                   | Artista                                        | Duração |  |
| 1.             | "Be Courageous"          | Park Jung-in                                   | 0:53    |  |
| 2.             | "Country Man"            | Romantisco                                     | 2:46    |  |
| 3.             | "Burning 18"             | Jung Cha-shik                                  | 2:06    |  |
| 4.             | "Rocking Cute"           | Moon Sung-nam (Every Single Day)               | 1:55    |  |
| 5.             | "New Beginning"          | Kim Jung-hwan                                  | 2:22    |  |
| 6.             | "I Got A Dream"          | Kim Hong-kap                                   | 2:51    |  |
| 7.             | "Guess Who"              | Maeng Jae-joon                                 | 1:06    |  |
| 8.             | "Be Loyal"               | Son Han-mook                                   | 2:37    |  |
| 9.             | "First Time Eb"          | Kim Young-jin                                  | 1:16    |  |
| 10.            | "Generations"            | Romantisco                                     | 1:04    |  |
| 11.            | "Daddy Strings"          | Moon Sung-nam (Every Single Day)               | 3:49    |  |
| 12.            | "Heart Shaking"          | Moon Sung-nam (Every Single Day)               | 2:25    |  |
| 13.            | "Reminiscence"           | Park Jung-in                                   | 3:21    |  |
| 14.            | "Funny Bunny"            | Maeng Jae-joon                                 | 2:08    |  |
| 15.            | "Buddy"                  | Kim Hong-kap                                   | 3:42    |  |
| 16.            | "Fight Master"           | Moon Sung-nam (Every Single Day) Lee Jae-woong | 2:32    |  |
| 17.            | "Somebody Lonely Gt."    | Moon Sung-nam (Every Single Day)               | 2:32    |  |
| 18.            | "Gamecraft"              | Romantisco                                     | 1:35    |  |
| 19.            | "My Son Strings"         | Moon Sung-nam (Every Single Day)               | 5:23    |  |
| 20.            | "When I Am With You"     | Kim Hong-kap                                   | 2:38    |  |
| 21.            | "Thrash"                 | Jung Cha-shik                                  | 2:35    |  |
| 22.            | "Mismatch"               | Romantisco                                     | 2:27    |  |
| 23.            | "Blue Mood"              | Moon Sung-nam (Every Single Day)               | 3:22    |  |
| 24.            | "So Sweet"               | Park Jung-in                                   | 1:10    |  |
| 25.            | "My Day"                 | Kim Young-jin                                  | 1:23    |  |
| 26.            | "One More Chance"        | Son Han-mook                                   | 2:45    |  |
| 27.            | "Somebody Gt. Happy"     | Moon Sung-nam (Every Single Day)               | 2:35    |  |
| 28.            | "I Am"                   | Jung Cha-shik                                  | 0:34    |  |
| 29.            | "Morning"                | Kim Jung-hwan                                  | 2:44    |  |
| 30.            | "Too Late"               | Kim Young-jin                                  | 1:15    |  |
| 31.            | "Regret"                 | Son Han-mook                                   | 2:34    |  |
| 32.            | "Fight On"               | Jung Cha-shik                                  | 2:27    |  |
| 33.            | "First Time Piano Comic" | Moon Sung-nam (Every Single Day)               | 3:22    |  |
| Duração total: | Duração total:           | Duração total:                                 | 1:18:14 |  |

Part 1
| Lançado em 22 de setembro de 2020 |                          |                                       |                                       |                |         |  |
| N.º                               | Título                   | Letras                                | Música                                | Artista        | Duração |  |
| 1.                                | Sem título (하나면 돼요) | CR Kim Kim Soo-bin (Aiming) Clef Crew | CR Kim Kim Soo-bin (Aiming) Clef Crew | Soyou (Sistar) | 4:02    |  |
| 2.                                | "The Only One" (Inst.)   |                                       | CR Kim Kim Soo-bin (Aiming) Clef Crew |                | 4:02    |  |
| Duração total:                    | Duração total:           | Duração total:                        | Duração total:                        | Duração total: | 8:04    |  |

Part 2
| Lançado em 28 de setembro de 2020 |                 |                   |                            |                |         |  |
| N.º                               | Título          | Letras            | Música                     | Artista        | Duração |  |
| 1.                                | "Hello"         | Hana Lee Yong-min | Lee Yong-min Choi Jae-hyuk | Sohyang        | 4:04    |  |
| 2.                                | "Hello" (Inst.) |                   | Lee Yong-min Choi Jae-hyuk |                | 4:04    |  |
| Duração total:                    | Duração total:  | Duração total:    | Duração total:             | Duração total: | 8:08    |  |

Part 3
| Lançado em 29 de setembro de 2020 |                       |                                         |                                                         |                |         |  |
| N.º                               | Título                | Letras                                  | Música                                                  | Artista        | Duração |  |
| 1.                                | Sem título (너였으면) | Eun Jong-dae Yoo Ji-ho (CLEF) Clef Crew | Eun Jong-dae Choi Cheon-geun Yoo Ji-ho (CLEF) Clef Crew | Choi Nakta     | 3:24    |  |
| 2.                                | "If You" (Inst.)      |                                         | Eun Jong-dae Choi Cheon-geun Yoo Ji-ho (CLEF) Clef Crew |                | 3:24    |  |
| Duração total:                    | Duração total:        | Duração total:                          | Duração total:                                          | Duração total: | 6:48    |  |

Part 4
| Lançado em 5 de outubro de 2020 |                      |                                        |                          |                |         |  |
| N.º                             | Título               | Letras                                 | Música                   | Artista        | Duração |  |
| 1.                              | Sem título (한사람)  | GamDongis Han Seung-taek Ahn Sung-wook | GamDongis Han Seung-taek | Solji (EXID)   | 4:02    |  |
| 2.                              | "One Person" (Inst.) |                                        | GamDongis Han Seung-taek |                | 4:02    |  |
| Duração total:                  | Duração total:       | Duração total:                         | Duração total:           | Duração total: | 8:04    |  |

Part 5
| Lançado em 6 de outubro de 2020 |                       |                       |                       |                |         |  |
| N.º                             | Título                | Letras                | Música                | Artista        | Duração |  |
| 1.                              | "How To Love"         | Jay Lee Yoo Song-yeon | Yoo Song-yeon Jay Lee | Sondia         | 3:09    |  |
| 2.                              | "How To Love" (Inst.) |                       | Yoo Song-yeon Jay Lee |                | 3:09    |  |
| Duração total:                  | Duração total:        | Duração total:        | Duração total:        | Duração total: | 6:18    |  |

Part 6
| Lançado em 13 de outubro de 2020 |                                   |                |                |                |         |  |
| N.º                              | Título                            | Letras         | Música         | Artista        | Duração |  |
| 1.                               | Sem título (기억은 추억이 된다)   | Honey Pot      | Honey Pot      | Jukjae         | 4:08    |  |
| 2.                               | "Moments Become Memories" (Inst.) |                | Honey Pot      |                | 4:08    |  |
| Duração total:                   | Duração total:                    | Duração total: | Duração total: | Duração total: | 8:16    |  |

Part 7
| Lançado em 18 de outubro de 2020 |                    |                                  |                                  |                |         |  |
| N.º                              | Título             | Letras                           | Música                           | Artista        | Duração |  |
| 1.                               | Sem título         | Moon Sung-nam (Every Single Day) | Moon Sung-nam (Every Single Day) | Clara C        | 3:43    |  |
| 2.                               | "Somebody" (Inst.) |                                  | Moon Sung-nam (Every Single Day) |                | 3:43    |  |
| Duração total:                   | Duração total:     | Duração total:                   | Duração total:                   | Duração total: | 7:26    |  |

Part 8
| Lançado em 20 de outubro de 2020 |                              |                |                |                |         |  |
| N.º                              | Título                       | Letras         | Música         | Artista        | Duração |  |
| 1.                               | Sem título (다시 사랑한다면) | Kang Eun-kyung | Kim Tae-won    | Yoon Sang-hyun | 3:51    |  |
| 2.                               | "If We Love Again" (Inst.)   |                | Kim Tae-won    |                | 3:51    |  |
| Duração total:                   | Duração total:               | Duração total: | Duração total: | Duração total: | 7:42    |  |

Part 9
| Lançado em 27 de outubro de 2020 |                      |                                  |                                                  |                  |         |  |
| N.º                              | Título               | Letras                           | Música                                           | Artista          | Duração |  |
| 1.                               | Sem título           | Moon Sung-nam (Every Single Day) | Moon Sung-nam (Every Single Day) Shim Ji Gravity | Every Single Day | 3:12    |  |
| 2.                               | "First Time" (Inst.) |                                  | Moon Sung-nam (Every Single Day) Shim Ji Gravity |                  | 3:12    |  |
| Duração total:                   | Duração total:       | Duração total:                   | Duração total:                                   | Duração total:   | 6:24    |  |

### 18 Again: OST Special Album
A trilha sonora do drama foi compilada em um álbum de duas partes lançado em 10 de novembro de 2020. O CD 1 e o CD 2 contêm, respectivamente, as músicas tema do drama e sua partitura musical.

## Audiência
| Temporada | Temporada | Ep. 1 | Ep. 2 | Ep. 3 | Ep. 4 | Ep. 5 | Ep. 6 | Ep. 7 | Ep. 8 | Ep. 9 | Ep. 10 | Ep. 11 | Ep. 12 | Ep. 13 | Ep. 14 | Ep. 15 | Ep. 16 | Audiência |
| --------- | --------- | ----- | ----- | ----- | ----- | ----- | ----- | ----- | ----- | ----- | ------ | ------ | ------ | ------ | ------ | ------ | ------ | --------- |
|           | 1         | N/A   | 653   | 773   | 749   | 853   | 771   | 842   | 865   | 911   | 799    | 679    | 656    | 819    | 779    | 734    | 736    | N/A       |

| Ep. | Data de transmissão original | Parcela média de audiência (Nielsen Korea) | Parcela média de audiência (Nielsen Korea) |
| Ep. | Data de transmissão original | Nacional                                   | Seul                                       |
| --- | ---------------------------- | ------------------------------------------ | ------------------------------------------ |
| 1 | 21 de setembro de 2020       | 1.753% (9º)                                | —                                          |
| 2 | 22 de setembro de 2020       | 2.417% (14º)                               | —                                          |
| 3 | 28 de setembro de 2020       | 2.674% (9º)                                | 2.494% (8º)                                |
| 4 | 29 de setembro de 2020       | 2.532% (13º)                               | 2.531% (8º)                                |
| 5 | 5 de outubro de 2020         | 3.209% (6º)                                | 2.987% (7º)                                |
| 6 | 6 de outubro de 2020         | 2.786% (11º)                               | 2.855% (10º)                               |
| 7 | 12 de outubro de 2020        | 2.803% (10º)                               | —                                          |
| 8 | 13 de outubro de 2020        | 3.157% (6º)                                | 3.220% (5º)                                |
| 9 | 19 de outubro de 2020        | 3.117% (5º)                                | 2.969% (4º)                                |
| 10 | 20 de outubro de 2020        | 3.192% (6º)                                | 2.985% (6º)                                |
| 11 | 26 de outubro de 2020        | 2.573% (10º)                               | 2.423% (8º)                                |
| 12 | 27 de outubro de 2020        | 2.256% (13º)                               | 2.315% (10º)                               |
| 13 | 2 de novembro de 2020        | 2.824% (10º)                               | 2.797% (6º)                                |
| 14 | 3 de novembro de 2020        | 2.878% (10º)                               | —                                          |
| 15 | 9 de novembro de 2020        | 2.683% (13º)                               | —                                          |
| 16 | 10 de novembro de 2020       | 2.743% (12º)                               | —                                          |
| Média | Média                        | 2.725%                                     | —                                          |
| - Na tabela acima, os números em azul representam a audiência média mais baixa e os números em vermelho representam a audiência média mais alta. - N/A denota que a classificação não é conhecida. - Este drama foi ao ar em um canal a cabo/TV paga que normalmente tem uma audiência relativamente menor em comparação com a TV aberta/emissoras pública (KBS, SBS, MBC e EBS). |                              |                                            |                                            |

## Prêmios e indicações
| Cerimônia de premiação | Ano  | Categoria             | Nomeado     | Resultado | Ref.                 |
| ---------------------- | ---- | --------------------- | ----------- | --------- | -------------------- |
| APAN Star Awards       | 2021 | Melhor Ator Revelação | Lee Do-hyun | Venceu    | [ 36 ]               |
| Baeksang Arts Awards   | 2021 | Melhor Ator Revelação | Lee Do-hyun | Venceu    | [ 37 ] [ 38 ] [ 39 ] |